# Sourdeval-les-Bois
Sourdeval-les-Bois ist eine Ortschaft und eine ehemalige französische Gemeinde mit 227 Einwohnern (Stand 1. Januar 2022) im Département Manche in der Region Normandie. Sie gehörte zum Arrondissement Coutances und zum Kanton Quettreville-sur-Sienne.
Mit Wirkung vom 1. Januar 2019 wurden die ehemaligen Gemeinden Gavray, Le Mesnil-Amand, Le Mesnil-Rogues und Sourdeval-les-Bois zur Commune nouvelle Gavray-sur-Sienne zusammengelegt und haben in der neuen Gemeinde den Status einer Commune déléguée. Der Verwaltungssitz befindet sich im Ort Gavray.

## Lage
Nachbarorte sind Hambye im Norden, Percy im Osten, Montaigu-les-Bois im Süden, Gavray im Südwesten und La Baleine im Nordwesten.

## Bevölkerungsentwicklung
| Jahr      | 1962 | 1968 | 1975 | 1982 | 1990 | 1999 | 2008 | 2015 |
| --------- | ---- | ---- | ---- | ---- | ---- | ---- | ---- | ---- |
| Einwohner | 246  | 241  | 196  | 185  | 184  | 181  | 167  | 202  |

## Sehenswürdigkeiten

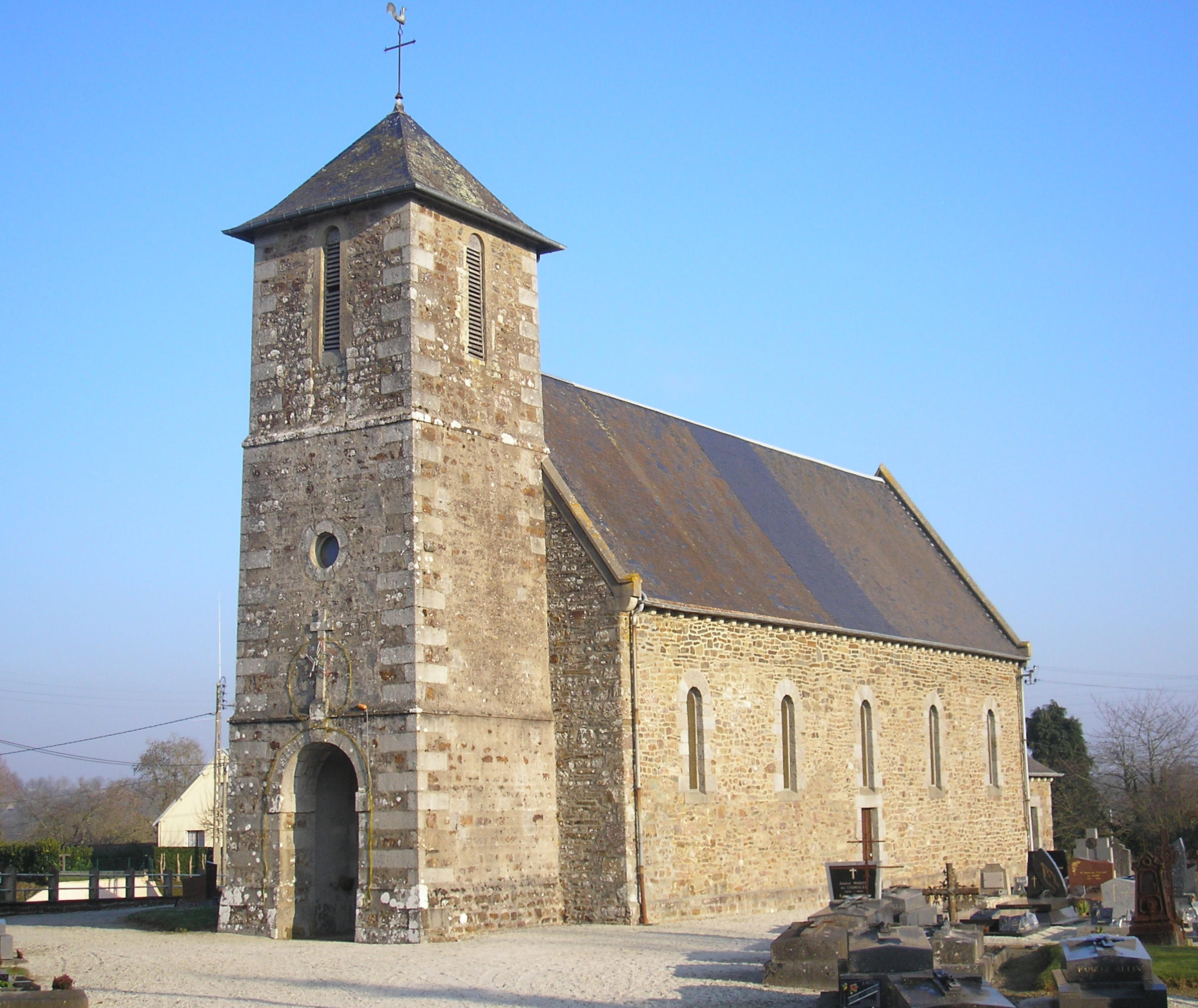
Kirche Saint-Job
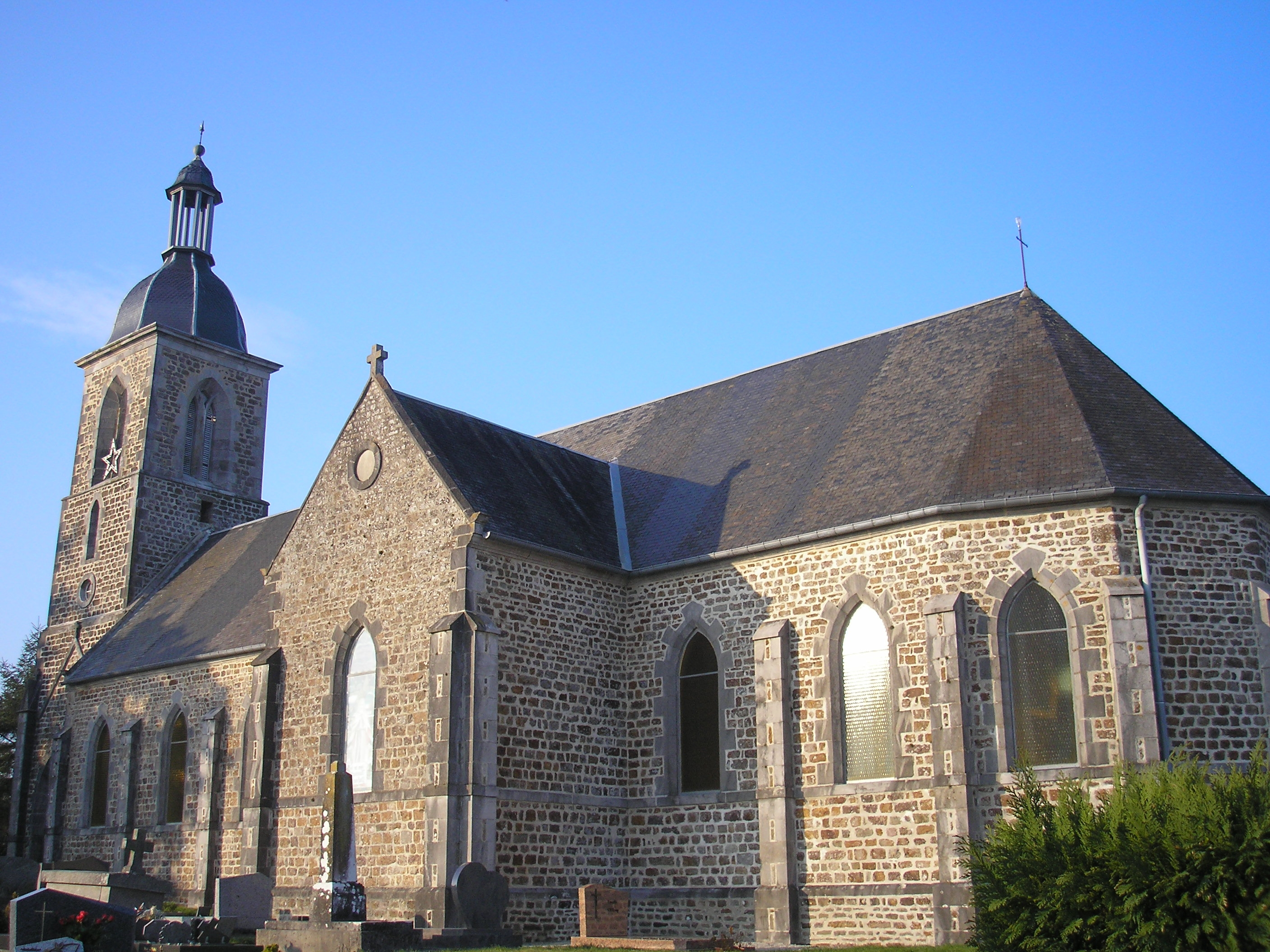
Kirche Saint-Pierre

- Kirche Saint-Job
- Kirche Saint-Pierre